# 仲家 (东汉)
仲家，又稱仲氏或仲，是东汉汉献帝建安二年（197年）袁术在淮南寿春僭號稱帝後的自稱，並仿效河南尹設置淮南尹。后来曹操在《让县自明本志令》中称，当时袁术因为畏惧曹操，僅僭越天子之制而不敢称帝。
袁术的逾越之举接连遭到孙策、吕布、曹操、刘备等势力的叛盟与打击。后吕布转而与袁术结盟，但在建安三年（198年）败亡。建安四年（199年），袁术势穷，想将帝号让给拥有四州的庶兄袁绍，欲投奔袁绍长子、时任青州刺史袁谭，但在途中被曹操遣刘备、朱灵和路招等人挡下。六月，袁术病死，仲家政权灭亡。
之後其从弟袁胤畏惧曹操，不敢居寿春，率其部曲奉袁术柩及妻儿去皖城投奔庐江太守刘勋。日後刘勋势力被孙策所灭，袁術的兒女輾轉入吳。

## 时下引用
在光荣系列游戏《三国志系列》中，袁术势力称帝的国号长期被默认为“成”，可能是对王先谦曰“以‘成’为国号也，与袁术称‘仲家’同义”、沈涛“‘仲’乃术所僭国号，其称曰‘家’，犹汉室之称“汉家”耳。《公孙述传》‘遂自立为天子，号成家’，亦是僭国号曰‘成’也”的误读，因上述学者引用公孙述与袁术对比而误将公孙述的成家以为袁术在历史上的国号。从《三国志12》起，袁术国号才改为“仲”。

## 文献
- 《三国志·魏书第六·董二袁刘传》的裴注引《典略》：術以袁姓出陳，陳，舜之後，以土承火，得應運之次。又見讖文云：『代漢者，當塗高也。』自以名字當之，乃建號稱仲氏。
- 《后漢書·袁術傳》：建安二年，因河內張烱符命，遂果僭號，自稱仲家。
- 《资治通鉴》第六十二卷：袁术称帝于寿春，自称仲家，以九江太守为淮南尹，置公卿百官，郊祀天地。